# Simirik
Simirik is een bestuurslaag in het regentschap Padang Sidempuan van de provincie Noord-Sumatra, Indonesië. Simirik telt 1240 inwoners (volkstelling 2010).